# Newtonia (Missouri)
Pour les articles homonymes, voir Newtonia (homonymie).
Newtonia est un village du comté de Newton, dans le Missouri, aux États-Unis,. Situé au centre-est du comté, il est incorporé en 1968. Newtonia est le siège de deux batailles, durant la guerre de Sécession : la première, le 30 septembre 1862 et la seconde, le 28 octobre 1864.

## Démographie
Lors du recensement de 2010, le village comptait une population de 199 habitants. Elle est estimée, en 2016, à 200 habitants.

### Source de la traduction
- (en) Cet article est partiellement ou en totalité issu de l’article de Wikipédia en anglais intitulé « Newtonia, Missouri » (voir la liste des auteurs).